# Greg McCann
Greg McCann is een Australische surfer. Hij was Australisch kampioen in 1983 en vertegenwoordigde Australië twee keer in internationale competitie.
Hij huwde met atlete Kerryn Hindmarsh in 1991 en heeft drie kinderen van haar.